# Summer World University Games 2025/Teilnehmer (Haiti)
| Gelbes Symbol für Goldmedaillen mit stilisierten Olympischen Ringen | Graues Symbol für Silbermedaillen mit stilisierten Olympischen Ringen | Braundes Symbol für Bronzemedaillen mit stilisierten Olympischen Ringen |
| ------------------------------------------------------------------- | --------------------------------------------------------------------- | ----------------------------------------------------------------------- |
| —                                                                   | —                                                                     | —                                                                       |

Haiti nahm an den Summer World University Games 2025 vom 16. bis zum 27. Juli mit 6 Athleten (3 pro Geschlecht) teil.

## Teilnehmer nach Sportarten

### Judo
| Männer - Etznaitson St-Hilaire (bis 66 kg) | Frauen - Loussenie Louis (bis 48 kg) - Vasthy Da (bis 52 kg) - Meli Etienne (bis 57 kg) |

### Leichtathletik
Männer
- Isaac Joseph (100 und 200 m)

### Taekwondo
Männer
- Achile Sanon (Klasse bis 87 kg)